# Майстегуи, Лаура
Лаура Майстегуи (исп. Laura Maiztegui, 21 сентября 1978, Парана, Аргентина) — аргентинская хоккеистка (хоккей на траве), нападающий. Серебряный призёр летних Олимпийских игр 2000 года, чемпионка Америки 2001 года.

## Биография
Лаура Майстегуи родилась 21 сентября 1978 года в аргентинском городе Парана.
Играла в хоккей на траве за «Санта-Барбару» из Ла-Платы.
В 2000—2003 годах выступала за сборную Аргентины.
В 2000 году вошла в состав женской сборной Аргентины по хоккею на траве на летних Олимпийских играх в Сиднее и завоевала серебряную медаль. Играла на позиции нападающего, провела 7 матчей, мячей не забивала.
В 2001 году выиграла чемпионат Америки. В том же сезоне завоевала золотую медаль Трофея чемпионов, в 2002 году стала серебряным призёром.
По окончании игровой карьеры стала детским тренером по хоккею на траве.

## Семья
Сестра Лауры Майстегуи Вероника Майстегуи также играла в хоккей на траве за «Санта-Барбару».